# Agatea veillonii
Agatea veillonii är en violväxtart som beskrevs av Jérôme Munzinger. Agatea veillonii ingår i släktet Agatea och familjen violväxter. Inga underarter finns listade i Catalogue of Life.